# Трансмиссионные масла

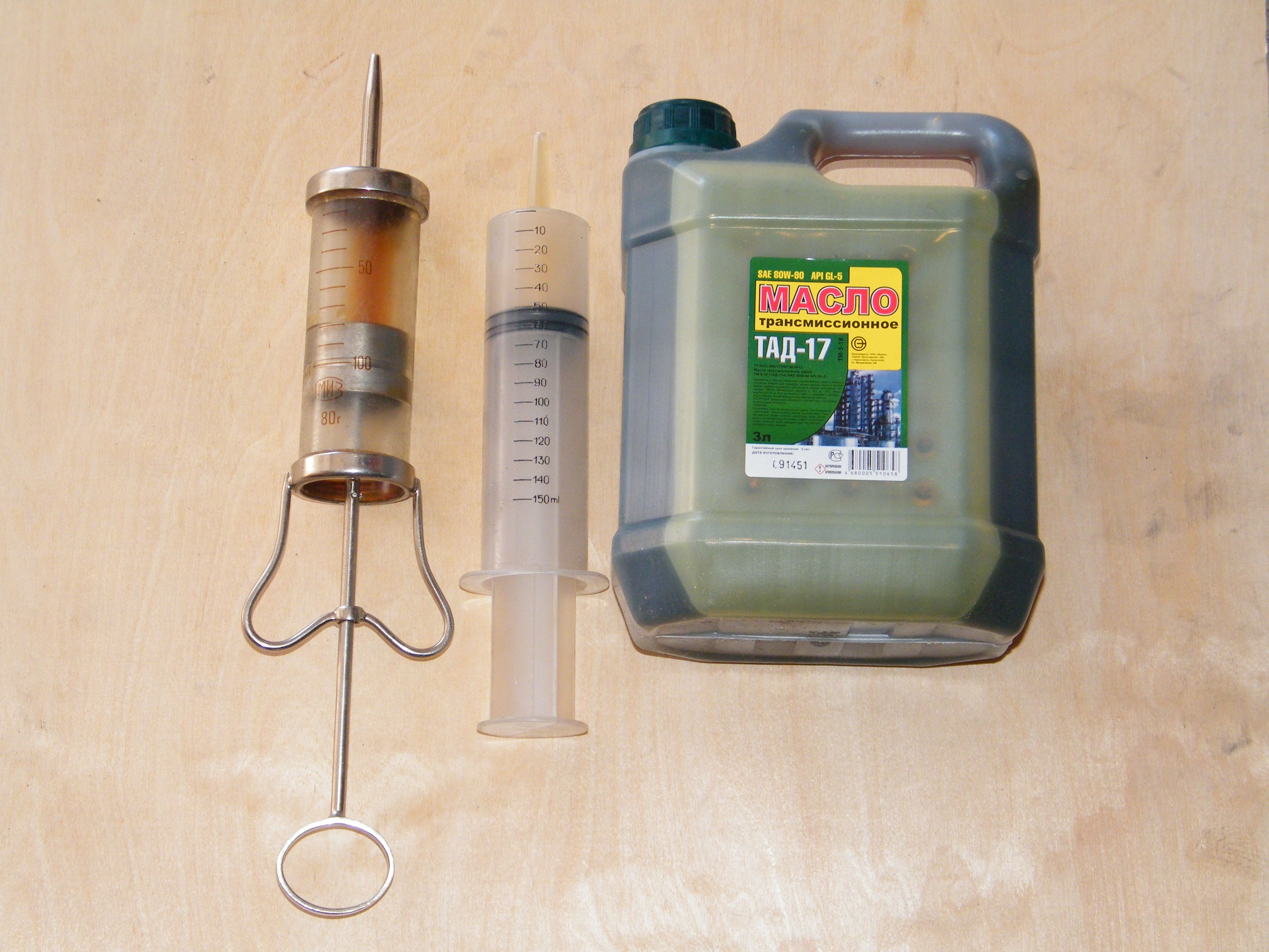
Трансмиссионное масло ТАД-17 (ТМ 5-18 или по SAE 85W90 API GL5) и шприцы Жане (для удобной заливки в заправочное отверстие, расположенное сбоку в коробке передач)

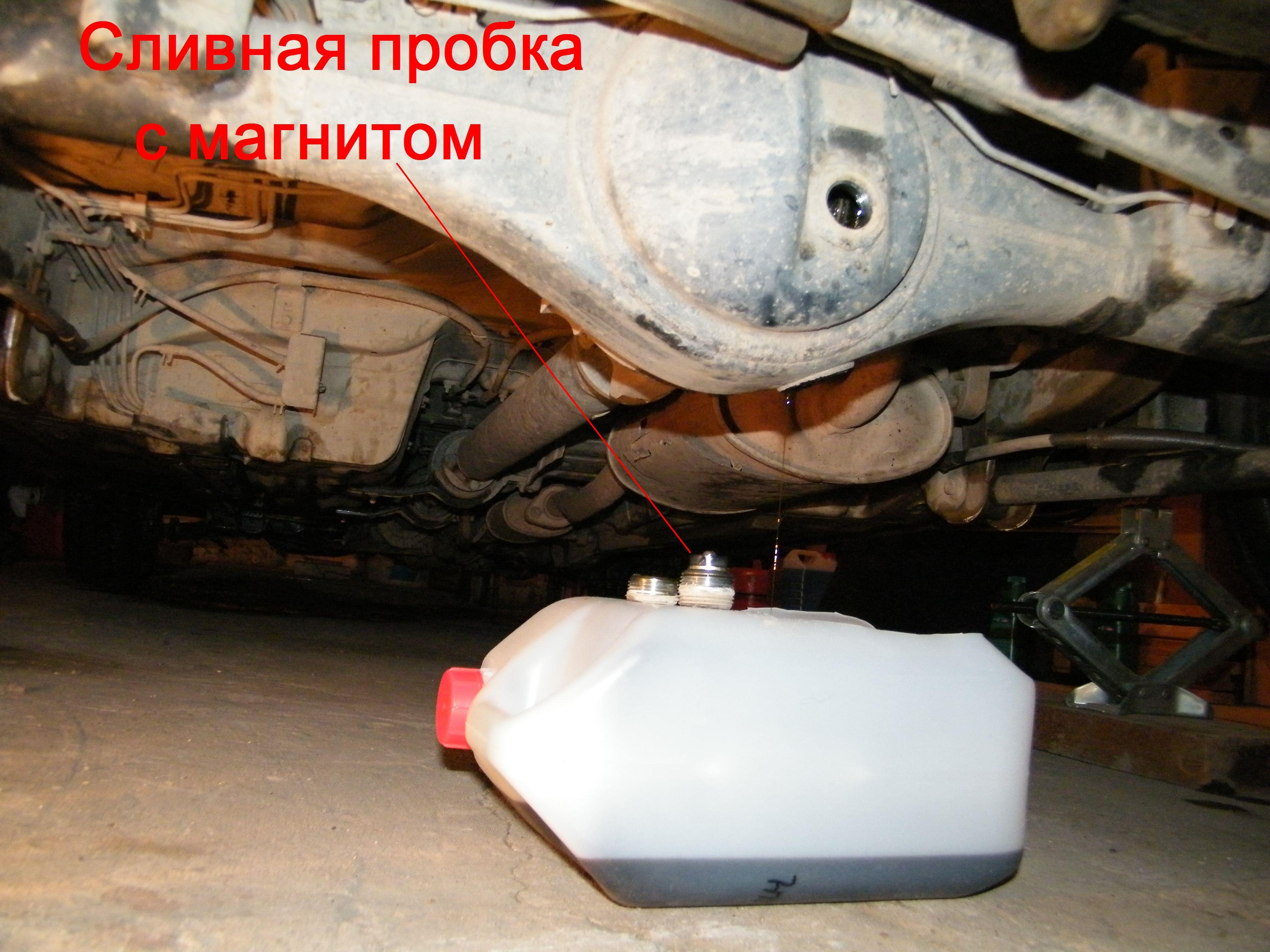
Замена трансмиссионного масла в заднем мосту. Сливная пробка с магнитом, улавливающим металлическую пыль. Боковое заливочное отверстие ограничивает объём заливаемого масла (масло заливается по уровню).

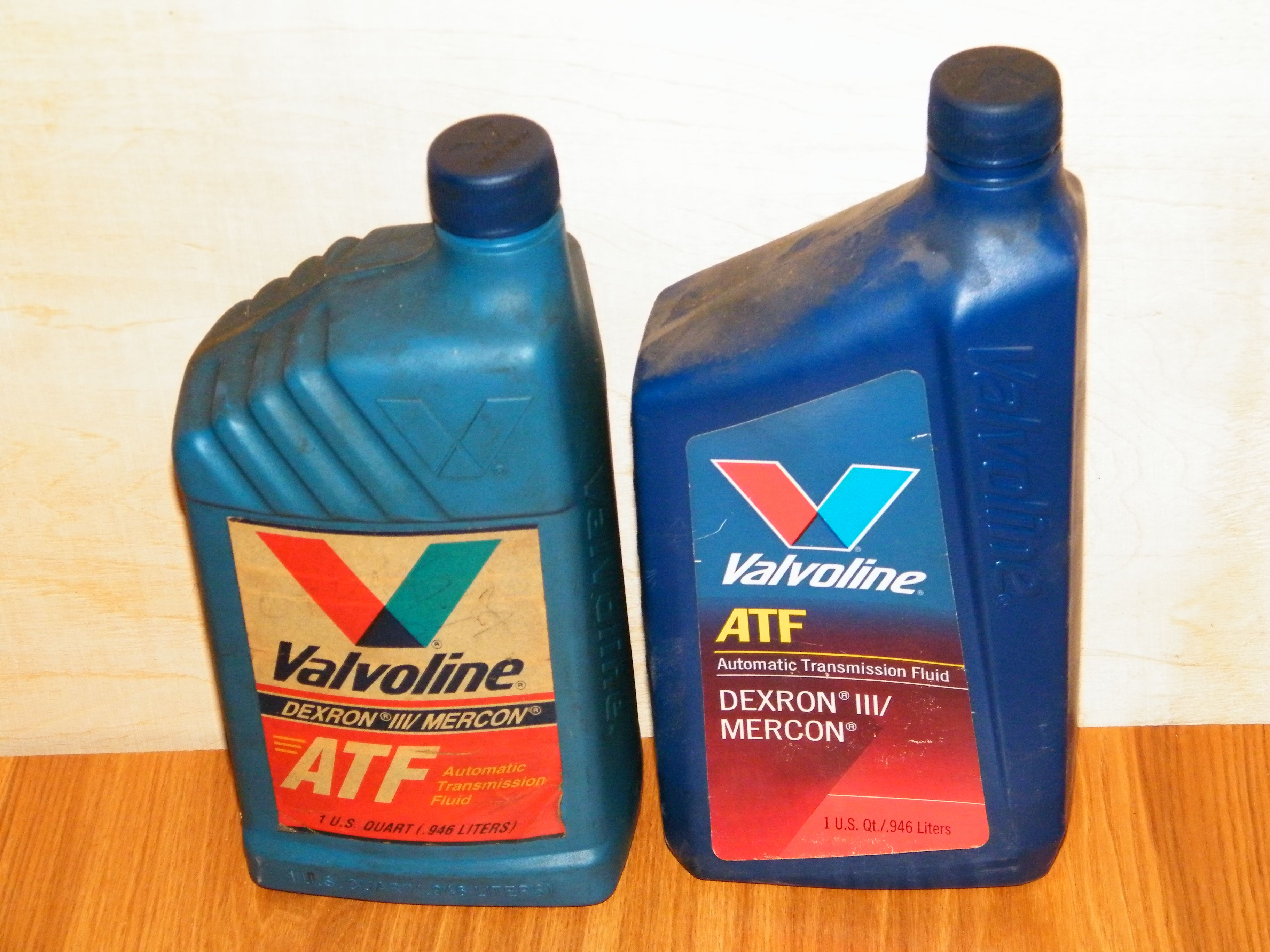
В автоматические коробки передач заливается Automatic transmission fluid (ATF) Dexron III

Трансмиссио́нные масла́ — смазочные масла, применяемые для смазки коробок передач, раздаточных коробок, главных передач ведущих мостов, рулевых механизмов, а также зубчатых и цепных передач (редукторов) всех видов.
Получают чаще всего на основе экстрактов от селективной очистки остаточных нефтяных масел с добавлением дистиллятных масел и присадок (противоизносных, противозадирных, главным образом содержащих фосфор, хлор, серу, дисульфид молибдена).
До появления автомобилей с высоконагруженными трансмиссиями применялся нигрол.
Вязкость 6—20 мм²/с при 100 °С. Открытые зубчатые передачи смазывают особо вязкими (50—500 мм²/с при 100 °С) остаточными маслами с присадками.
Для смазывания ведущих мостов с гипоидной передачей применяют гипоидные масла (содержат присадки, вступающие с материалом в химическую реакцию с образованием соединений, выполняющих функцию противозадирных покрытий). Применение непредназначенных для гипоидных передач масел недопустимо (главная передача очень быстро выйдет из строя).

## Советская маркировка трансмиссионных масел (устаревшая)
В СССР применялась следующая маркировка:
Т — масло трансмиссионное
А — автомобильное
Д — долгоработающее
С — масло получено из сернистых нефтей
п — масло содержит присадку
к — для автомобилей КАМАЗ
и — применяются импортные присадки
Цифра показывает кинематическую вязкость масла при 100 °C в сантистоксах (мм2/с)
Для ведущих мостов (кроме гипоидных), коробок передач, раздаточных коробок и рулевого управления:
- ТСп-14,5
- ТСП-14
- ТАп-15В
- ТСп-15К

Для гипоидных передач грузовых автомобилей (ГАЗ-52, ГАЗ-53, ГАЗ-66 и их модификации)
- ТСп-14гип

Для ведущих гипоидных мостов, коробок передач и рулевого управления легковых автомобилей (ВАЗ, АЗЛК, автомобили «Волга» и др.)
- ТАД-17, ТАД-17И
- В настоящее время эта классификация является устаревшей, взамен ее введена классификация трансмиссионного масла по ГОСТ 17479.2-85

## Классы по системе API для механических коробок передач и ведущих мостов
API GL-1
Масла для передач, работающих в лёгких условиях. Состоят из базовых масел без присадок. Иногда добавляются в небольшом количестве антиокислительные присадки, ингибиторы коррозии, лёгкие депрессорные и противопенные присадки. Предназначены для конусных, червячных передач и механических коробок передач (без синхронизаторов) грузовых автомобилей и сельскохозяйственных машин.
API GL-2
Масла для передач, работающих в условиях средней тяжести. Содержат противоизносные присадки. Предназначены для червячных передач транспортных средств. Обычно применяются для смазывания трансмиссии тракторов и сельскохозяйственных машин.
API GL-3
Масла для передач, работающих в условиях средней тяжести. Содержат до 2,7 % противоизносных присадок. Предназначены для смазывания конусных и других передач грузовых автомобилей. Не предназначены для гипоидных передач.
API GL-4
Масла для передач, работающих в условиях разной степени тяжести — от лёгких до тяжелых. Содержат 4,0 % эффективных противозадирных присадок. Предназначены для конусных и гипоидных передач, имеющих малое смещение осей, для коробок передач грузовых автомобилей, для агрегатов ведущего моста. Масла API GL-4 предназначены для несинхронизированных коробок передач североамериканских грузовых автомобилей, тягачей и автобусов, для главных и других передач всех автотранспортных средств. В настоящее время эти масла являются основными и для синхронизированных передач, особенно в Европе. В таком случае на этикетке или в листе данных масла должны быть надписи о таком предназначении и подтверждение о соответствии требованиям производителей машин. Обычно содержит 50 % присадок применяемых для масел API GL-5.
API GL-5
Масла для наиболее загруженных передач, работающих в суровых условиях. Содержат до 6,5 % эффективных противозадирных и других многофункциональных присадок. Основное предназначение — для гипоидных передач, имеющих значительное смещение осей. Применяются как универсальные масла для всех других агрегатов механической трансмиссии (кроме коробок передач). Для синхронизированной механической коробки передач применяются только масла, имеющие специальное подтверждение о соответствии требованиям производителей машин. Для дифференциалов повышенного трения применяются масла со специальными присадками (модификаторами) ограниченного скольжения. В этом случае, обозначение класса может иметь дополнительный знак LS.
Для механических коробок передач (кроме гипоидных), в основном применяются масла API GL-3 и API GL-4.
API GL-6
Гипоидные передачи с увеличенным смещением, работающие в условиях высоких скоростей, больших крутящих моментов и ударных нагрузок. Имеют большее количество серофосфорсодержащей противозадирной присадки, чем масла API GL-5.
API MT-1
Масла для высоконагруженных агрегатов. Предназначены для несинхронизированных механических коробок передач мощных автомобилей (тягачей и автобусов). Эквивалентны маслам API GL-5, но обладают повышенной термической стабильностью.
В 1998 г. API, работая в контакте с SAE и ASTM, предложил две новые категории оценки качества трансмиссионных масел: PG-1 и PG-2 (PG-1 — для механических коробок передач тяжёлых грузовых автомобилей и автобусов; PG-2 — для ведущих мостов грузовых автомобилей и автобусов). В обеих категориях масел особое внимание было уделено высокотемпературным свойствам. Категорию PG-2 в технической литературе иногда обозначают группой GL-7.

## Классификация по ГОСТ
Отечественная классификация трансмиссионных масел отражена в ГОСТ 17479.2-85
Обозначение трансмиссионных масел состоит из групп знаков, первая из которых обозначает — ТМ (трансмиссионное масло); вторая группа знаков обозначается цифрами и характеризует принадлежность к группе масел по эксплуатационным свойствам; третья — обозначается цифрами и характеризует класс кинематической вязкости.

### Классификация по вязкости
| Класс вязкости | Кинематическая вязкость при температуре 100 °С, мм/с(сСт) | Температура, при которой динамическая вязкость не превышает 150 Па·с, °С, не выше |
| -------------- | --------------------------------------------------------- | --------------------------------------------------------------------------------- |
| 9              | 6,00-10,99                                                | -35                                                                               |
| 12             | 11.00-13.99                                               | -26                                                                               |
| 18             | 14.00-24.99                                               | -18                                                                               |
| 34             | 25.00-41.00                                               | -                                                                                 |

### Классификация по эксплуатационным свойствам
| Группа масел по эксплуатационным свойствам | Состав масел | Рекомендуемая область применения |
| ------------------------------------------ | --- | --- |
| 1                                          | Минеральные масла без присадок | Цилиндрические конические и червячные передачи, работающие при контактных напряжениях от 900 до 1600 МПа и температуре масла в объеме до 90 °С                  |
| 2                                          | Минеральные масла с противоизносными присадками                                                                                    | То же, при контактных напряжениях до 2100 МПа и температуре масла в объеме 130 °С                                                                               |
| 3                                          | Минеральные масла с противозадирными присадками умеренной эффективности.                                                           | Цилиндрические, конические, спирально-конические и гипоидные передачи, работающие при контактных напряжениях до 2500 МПа и температуре масла в объеме до 150 °С |
| 4                                          | Минеральные масла с противозадирными присадками высокой эффективности                                                              | Цилиндрические, спирально-конические и гипоидные передачи, работающие при контактных напряжениях до 3000 МПа и температуре масла в объеме до 150 °С             |
| 5                                          | Минеральные масла с противозадирными присадками высокой эффективности и многофункционального действия, а также универсальные масла | Гипоидные передачи, работающие с ударными нагрузками при контактных напряжениях выше 3000 МПа и температуре масла в объеме до 150 °С                            |

### Пример обозначения трансмиссионных масел по ГОСТ
ТМ-5-9З
где ТМ — трансмиссионное масло;
5 — масло с противозадирными
присадками высокой эффективности и многофункционального действия;
9 — класс вязкости;
З — масло содержит загущающую присадку.